# Cyclooxygénase 3
La cyclooxygénase 3, ou COX-3, est l'une des trois isoenzymes de la cyclooxygénase, codée chez l'homme par le gène PTGS1 sur le chromosome 1, gène qui code également la cyclooxygénase 1 (COX-1) ; la différence est que la COX-3 conserve un intron qui est éliminé dans la COX-1,. La protéine COX-3 n'est pas une enzyme fonctionnelle chez l'homme, tandis que les deux autres cyclooxygénases, COX-1 et COX-2, convertissent l'acide dihomo-γ-linolénique et l'acide arachidonique en prostaglandines, et sont les cibles des anti-inflammatoires non stéroïdiens (AINS).